# 追試
追試（ついし）
- 発表された論文、特許、試験等に基づいてその実験・分析を第三者が行う事。追実験とも言う。本項ではこちらを扱う。
- 追試験の略。多くの場合、試験等で止むを得ない事情があり試験を受けられなかった者を対象に、もしくは試験自体が不可抗力で強制終了してしまった場合に後日行われる試験を指す。これは再試験とも言われるが、再試験は規定の点数を満たさなかった者を対象に行う試験のことを指す場合が多い。

追試（ついし）とは、発表された論文、特許、試験等に基づいてその実験・分析を第三者が行い、真偽を確認する行為。
通常、とある説や、新物質（高温超伝導物質等）が学会にて発表された場合、第三者の追試を経て、同じ結果が出た後にそれが事実であると認められる。
追試が行われていない論文は、まず、その必要が無い程周知の事実であるか、もしくは、追試に値しない実験としての基準を満たしていない内容であることを示す。後者の例としてゲーム脳等があげられる。